# Uwe-Karsten Heye

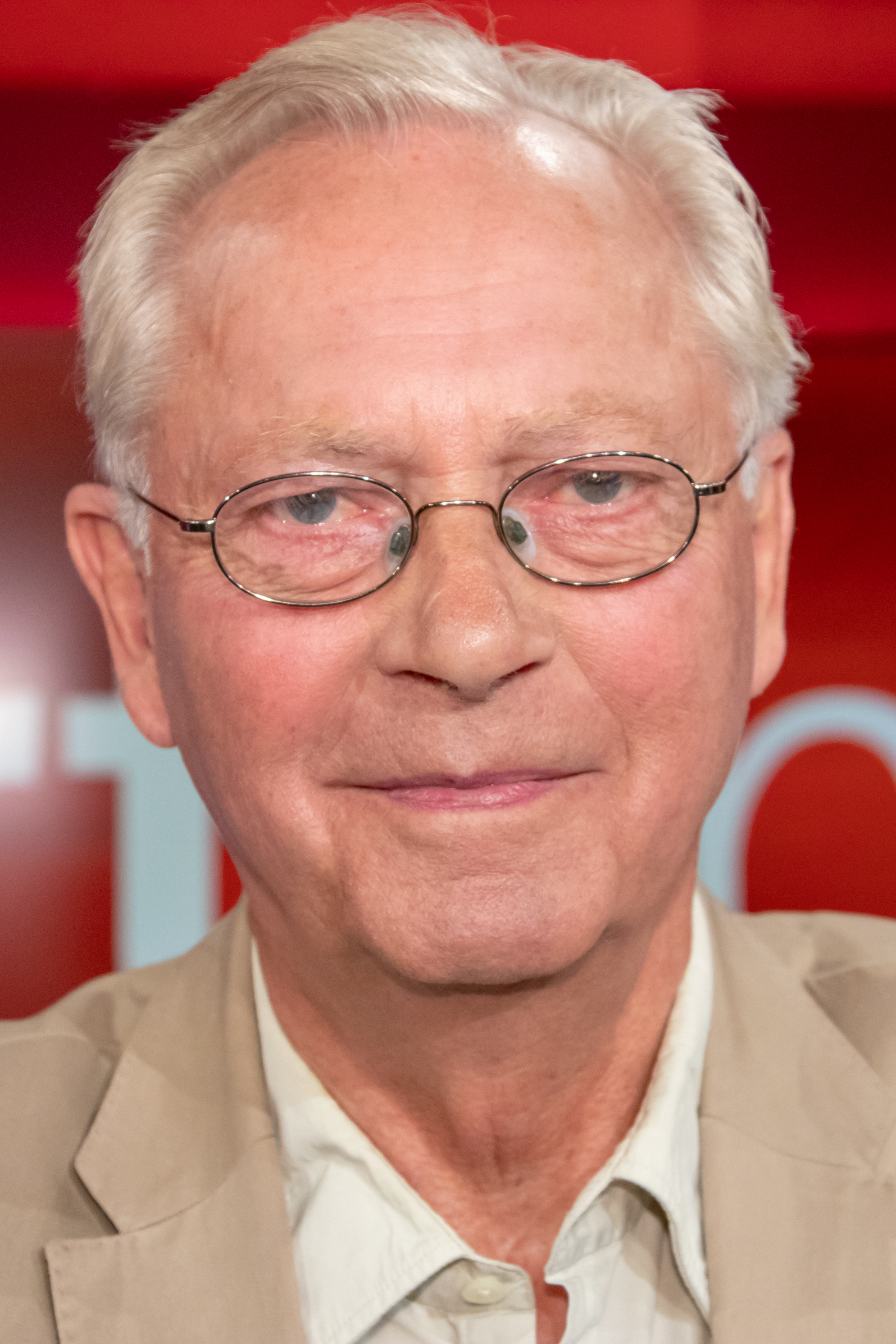
Uwe-Karsten Heye (2018)

Uwe-Karsten Heye (* 31. Oktober 1940 in Reichenberg, Reichsgau Sudetenland) ist ein deutscher Journalist, Diplomat und Autor. Er ist Gründungsmitglied und Vorstandsvorsitzender des Vereins „Gesicht Zeigen! Für ein weltoffenes Deutschland“. 

## Familie
Uwe-Karsten Heye ist der Sohn des in Berlin geborenen Sängers Wolfgang Heye und seiner aus Danzig stammenden Frau Ursula und wurde während des Engagements seines Vaters am Theater in Reichenberg geboren. Als sein Vater in die Wehrmacht eingezogen wurde, übersiedelte seine Mutter mit ihm und seiner ein Jahr älteren Schwester zu den Großeltern nach Danzig. Sein Vater kam nach der Desertion zunächst ins Zuchthaus und später in ein Strafbataillon. Seine Mutter wurde daraufhin genötigt, sich von ihrem Mann scheiden zu lassen.
Die Flucht der Familie sollte im Januar 1945 mit der „Wilhelm Gustloff“ erfolgen, doch kurzfristig entkamen sie mit der Eisenbahn zu einer Verwandten nach Rostock. Da sein Vater glaubte, seine Familie sei mit dem Schiff untergegangen, suchte er sie nach dem Krieg nicht mit dem Suchdienst. Seine Mutter hatte wiederum die Falschinformation erhalten, er sei gefallen. Daher erfuhren seine Eltern erst 1960 voneinander, was für die Wiedervereinigung der Familie zu spät war, da sein Vater inzwischen wieder geheiratet hatte.
Nach einigen Jahren in Rostock zog Heye mit seiner Familie nach Hamburg und später nach Mainz, wo er seine journalistische Laufbahn begann.

## Beruf
Von 1974 bis 1979 war er Pressereferent und Redenschreiber bei Willy Brandt. In den 1980er Jahren war er freier Autor für ARD und ZDF. 1990 wurde er Staatssekretär und Regierungssprecher in Niedersachsen bei Ministerpräsident Gerhard Schröder, von 1998 bis 2002 war er als Staatssekretär Leiter des Presse- und Informationsamtes der Bundesregierung und Regierungssprecher der Bundesregierung unter Kanzler Gerhard Schröder. Von 2003 bis 2005 war er Generalkonsul in New York.
2004 veröffentlichte Heye seine Erinnerungen, die ein besonderes Licht auf die Zeit von Krieg und Nachkriegszeit in Deutschland werfen. Hauptperson dabei ist seine Mutter. Das Buch wurde 2010 als zweiteiliger Fernsehfilm vom ZDF mit Maria Furtwängler unter dem Titel Schicksalsjahre verfilmt.
2008 erschien der Band Gewonnene Jahre, in dem er sich mit den Folgen des demografischen Wandels auseinandersetzt. In dem Buch vertritt er die These, dass der Veränderungsdruck, dem unsere Gesellschaft ausgesetzt ist, auch positive Folgen haben könne.
Von Januar 2006 bis September 2010 war Heye Chefredakteur der SPD-Parteizeitung Vorwärts. Er ist außerdem Gründungsmitglied und Vorstandsvorsitzender des Vereins „Gesicht Zeigen! Für ein weltoffenes Deutschland“, der sich die Bekämpfung von Fremdenfeindlichkeit, Rassismus und Rechtsextremismus als Ziel gesetzt hat.
Im Mai 2006 kam es zu heftiger Kritik, als Heye in dieser Funktion in einem Interview mit dem Deutschlandradio vom 17. Mai 2006 ausländische Besucher eindringlich vor einem Besuch „bestimmter Gebiete Ostdeutschlands“ warnte, was er mit der Gefahr für Leib und Leben durch die dort verbreitete Ausländerfeindlichkeit begründete (siehe: No-Go-Area). Einen ähnlichen Eklat hatte es zuletzt 1999 gegeben, als der Kriminologe Christian Pfeiffer in einem Aufsatz Unzulänglichkeiten des DDR-Bildungssystems für das Phänomen fremdenfeindlicher Gewalt im Osten Deutschlands verantwortlich machte.

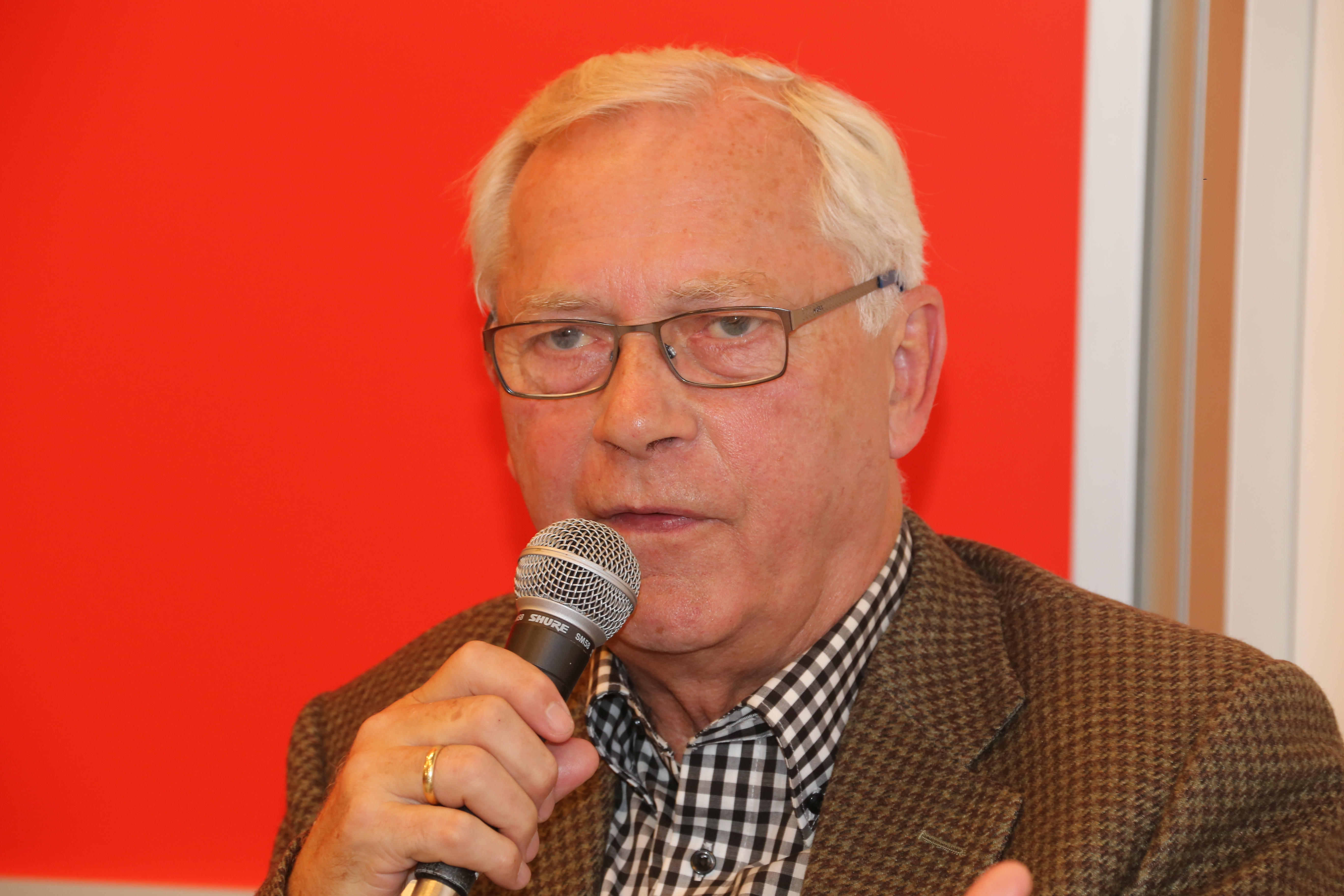
Uwe-Karsten Heye (2014)

Heye kritisierte wie viele andere den US-Präsidenten George W. Bush, 2010 sagte er in einem N24-Interview: „Wir haben bemerkt, dass die intellektuelle Höhe des damaligen Präsidenten George W. Bush der wichtigsten Nation außerordentlich niederschwellig war. Und von daher war es schwierig, sich mit ihm zu verständigen.“
Heye ist in dritter Ehe mit der Kulturberaterin Sabine Haack verheiratet und lebt seit 2006 in Potsdam-Babelsberg. Das Ehepaar hat einen gemeinsamen Sohn; aus erster Ehe hat er eine Tochter.
Im März 2018 veröffentlichte Uwe-Karsten Heye seine Autobiographie Und nicht vergessen im Berliner Aufbau-Verlag.

## Veröffentlichungen
- Vom Glück nur ein Schatten. Eine deutsche Familiengeschichte. Karl Blessing, München 2004, ISBN 3-89667-261-4.
- Gewonnene Jahre oder Die revolutionäre Kraft der alternden Gesellschaft. Karl Blessing, München 2008, ISBN 978-3-89667-333-6.
- Wir wollten ein anderes Land (mit Bärbel Dalichow). Droemer, München 2010, ISBN 978-3-426-27530-6.
- Die Benjamins. Eine deutsche Familie. Aufbau, Berlin 2014, ISBN 978-3-351-03562-4.
- Und nicht vergessen: Autobiographie. Aufbau, Berlin 2018, ISBN 978-3351037154.